# Andreas Ulmer (Historiker)
Andreas Ulmer (* 24. Juni 1880 in Dornbirn, Vorarlberg; † 1. November 1953 in Feldkirch) war ein katholischer Priester, Historiker und Heimatforscher aus Vorarlberg.

## Leben
Ulmer wurde nach dem frühen Tod seiner Eltern von seiner Tante in Feldkirch erzogen. Er besuchte 5 Jahre die städtische Volksschule und war ab 1891 Zögling im zweiten Pensionat der Stella Matutina. Er zeigte schon früh auch ein zeichnerisches Talent, betätigte sich in der Jugend gerne als Zeichner und Maler und illustrierte später auch Bücher. 1899 legte er in Feldkirch die Matura mit Vorzug ab und gab dabei Philosophie als späteres Studienziel an, studierte dann aber Theologie und übte den Priesterberuf aus.

### Studium und Weihe
Er inskribierte 1899 er an der Universität Innsbruck für die Fachrichtung Theologie. Parallel dazu ersuchte er beim fürstbischöflichen Ordinariat in Brixen um die Aufnahme als Diözesantheologe an und um die Möglichkeit, seine Studien im Innsbrucker Konvikt machen zu dürfen. Er strebte bereits die Priesterweihe an. Wegen einer schweren beidseitigen Ohrenentzündung, die er sich bereits in Feldkirch zugezogen hatte und zu einer lebenslangen Schwerhörigkeit führte, bestanden Bedenken an seiner Eignung und er musste ein Gutachten des Feldkircher Arztes Beck einholen, der ihm hinsichtlich der Schwerhörigkeit keine Verschlechterung attestierte. Gesundheitliche Probleme verfolgte ihn dennoch sein ganzes Leben und er musste 1944 aus Gesundheitsgründen (wegen starkem Asthma) von Bregenz wieder nach Feldkirch übersiedeln.
Er wurde am 26. Juli 1903 in der Dreifaltigkeitskirche zu Innsbruck von Fürstbischof Simon Aichner (1816–1910) zum Priester geweiht und feierte die Primiz drei Tage später in der Gnadenkapelle von Einsiedeln (Schweiz).
1905 promovierte er mit dem Dissertationsthema Darstellung des Herrn, Erscheinung der Weisen und Flucht nach Ägypten, eine chronologische Untersuchung und legte die Fachrigorosen aus Kirchenrecht und Kirchengeschichte mit cum applausu ab.
1953 konnte er das goldene Priesterjubiläum in St. Gerold feiern, verstarb aber noch im selben Jahr in seiner Feldkircher Wohnung in der Herrengasse.

### Beruf
Ulmer wurde 1901 bei der Musterung der Einsatzreserve als Militärkaplan zugeteilt, er musste jedoch keinen Kriegsdienst leisten. 1902 begründet er den „Verein für christliche Kunst und Wissenschaft“ mit.
Seine Tätigkeit bestand im Pfarramt größtenteils in der Matrikenführung und er ordnete das Stadtpfarrarchiv neu. Von 1905 bis 1918 war Ulmer Seelsorger in Feldkirch. 1910 gründete er gemeinsam mit dem Feldkircher Kaufmann Anton Heinzle aus der Schmiedgasse den „Katholischen Arbeiterverein für Feldkirch und Umgebung“. 1916 wurde er Mitglied der fürstbischöflichen Kommission für Kunst und Denkmalpflege für Vorarlberg, Sektion bildende Kunst.
Im August 1932 fuhr er als erster Vorarlberger Pilgerseelsorger nach Lourdes. Von 1930 bis 1935 war er als Schriftleiter der von der Leogesellschaft herausgegebenen Zeitschrift „Alemania“. Von 1930 bis 1941 redigierte er das Bregenzer Pfarrblatt „Gallus-Stimmen“.

## Politik
Ulmer war, zusammen mit Pfarrer Josef Grabherr (1856–1921), dem Jesuiten Anton Ludewig (1854–1932) und Franz Joseph Joller (1820–1894), ein politischer Gegner und wissenschaftlicher Konkurrent zur liberal-deutschnationalen Historiographie in Vorarlberg.

## Literarische Tätigkeit
Ulmer veröffentlichte zuerst Beiträge im Feldkircher Anzeiger. Eine seiner Arbeiten über die Feldkircher Schattenburg führte dazu, dass Bischof Waitz ihm die Fortführung der Beschreibung des Generalvikariates Vorarlberg, die Ludwig Rapp (1828–1910) begonnen hatte, übergab. Ulmer wurde so zum Kirchenarchivar für Vorarlberg und nahm seinen Sitz im Vorarlberger Landesarchiv in Bregenz.
Nach dem Ende des  Zweiten Weltkriegs begann Ulmer baldmöglichst wieder zu publizieren, überwiegend im Feldkircher Anzeiger, den Landeszeitungen von Vorarlberg und für den ORF Vorarlberg.

## Werke
Ulmer schuf 1925 bis 1931 das Grundlagenwerk Die Burgen und Edelsitze Vorarlbergs und Liechtensteins mit einem Gesamtumfang von 1112 Seiten mit 334 Abbildungen sowie einer Übersichtskarte. Dieses Werk ist bis heute ein relevantes Vorarlberger Geschichtswerk und erschien 1978 im unveränderten Nachdruck in der Vorarlberger Verlagsanstalt.
Die Topographisch-historische Beschreibung des Generalvikariates Vorarlberg, begonnen von Ludwig Rapp und von Andreas Ulmer fortgesetzt, zählt ebenfalls bis heute zu den wichtigsten Vorarlberger Geschichtswerken. Zu Lebzeiten von Ulmer erschienen 1924 der fünfte Band (Dekanat Bregenzerwald – Fortsetzung und Schluss) und 1937 der Band Dekanat Sonnenberg (Erste Teil), der jedoch größtenteils nach dem Druck von den Nationalsozialisten vernichtet wurde. Das Manuskript für weitere Bände schloss er noch während der Kriegszeit ab. Weitere Bände erschienen jedoch erst nach seinem Tod in den Jahren 1965 und 1971 (Dekanat Bludenz, ehemals Dekanat Sonnenberg).
Daneben verfasste Ulmer über 100 Aufsätze sowie die selbstständig im Druck erschienenen Arbeiten, wie Burgenwerk, Vorarlberger Gotteshäuser in Wort und Bild und Schützenscheiben des Hauptschießstandes Feldkirch. Nach dem Anschluss Österreichs 1938 wurden auch Satz und Klischee des Burgenwerkes vernichtet. In dieser Zeit der nationalsozialistischen Diktatur wurde Ulmer einmal die Verhaftung angedroht und das Pfarrblatt mit einer Strafe von 500 Reichsmark belegt. Es erschienen von 1938 bis 1939 weitere fünf Arbeiten von Ulmer: Kirchenführer für Bregenz und Feldkirch, Gebhartsberg bei Bregenz, das Quellenwerk (Regenstenverzeichnis) über die Urkunden Nr. 1–608 im Feldkircher Stadtarchiv (Manuskript) und die Beschreibung der Urkunden Nr. 609–1320.
Weitere Publikationen (Auswahl):
- Epitaphien der Bregenzer Stadtpfarrkirche Bregenz
- Erläuterungen zum historischen Atlas der österreichischen Alpenländer
- Gebhardsberg bei Bregenz als Burgsitz, Wallfahrtsort und Aussichtswarte
- Gemeindewappen der Gemeinde Hörbranz
- Geschichte der Dompfarre St. Nikolaus Feldkirch
- Geschichtliche Straßennamen in Bregenz
- Geschichtliches und Kunstkritisches zur Stadtpfarrkirche in Feldkirch
- Grundzüge der Kirchengeschichte Vorarlbergs

## Auszeichnungen und Ehrenmitgliedschaft
Ulmer erhielt folgende Auszeichnungen:
- Geistlicher Rat (1928)
- Ritterkreuz des österreichischen Verdienstordens (1935)[14]
- Berufstitel Professor (1950)
- Ehrenmitgliedschaft der Universität Innsbruck.[15]

Die Vorarlberger Numismatische Gesellschaft hat 1977 eine Medaille zu Ehren der drei Vorarlberger Archivare Viktor Kleiner, Andreas Ulmer und Ludwig Welti herausgebracht.